# Världsmästerskapen i badminton 2003
Världsmästerskapen i badminton 2003 anordnades den 12-18 maj i Birmingham, Storbritannien. 

## Medaljsummering
| Pl. | Nation        | Guld | Silver | Brons | Totalt |
| --- | ------------- | ---- | ------ | ----- | ------ |
| 1   | Kina          | 3    | 3      | 5     | 11     |
| 2   | Danmark       | 1    | 0      | 2     | 3      |
| 3   | Sydkorea      | 1    | 0      | 1     | 2      |
| 4   | Indonesien    | 0    | 1      | 0     | 1      |
| 4   | Malaysia      | 0    | 1      | 0     | 1      |
| 6   | Japan         | 0    | 0      | 1     | 1      |
| 6   | Nederländerna | 0    | 0      | 1     | 1      |

## Resultat
| Event       | Guld                        | Silver                       | Brons                         |
| Herrsingel  | Xia Xuanze                  | Wong Choong Hann             | Shon Seung-mo                 |
| Herrsingel  | Xia Xuanze                  | Wong Choong Hann             | Bao Chunlai                   |
| Damsingel   | Zhang Ning                  | Gong Ruina                   | Zhou Mi                       |
| Damsingel   | Zhang Ning                  | Gong Ruina                   | Mia Audina                    |
| Herrdubbel  | Lars Paaske Jonas Rasmussen | Candra Wijaya Sigit Budiarto | Sang Yang Zheng Bo            |
| Herrdubbel  | Lars Paaske Jonas Rasmussen | Candra Wijaya Sigit Budiarto | Fu Haifeng Cai Yun            |
| Damdubbel   | Gao Ling Huang Sui          | Wei Yili Zhao Tingting       | Shizuka Yamamoto Seiko Yamada |
| Damdubbel   | Gao Ling Huang Sui          | Wei Yili Zhao Tingting       | Rikke Olsen Ann-Lou Jørgensen |
| Mixeddubbel | Kim Dong-moon Ra Kyung-min  | Zhang Jun Gao Ling           | Jonas Rasmussen Rikke Olsen   |
| Mixeddubbel | Kim Dong-moon Ra Kyung-min  | Zhang Jun Gao Ling           | Chen Qiqiu Zhao Tingting      |